# Solapur
Solapur – miasto w Indiach, w stanie Maharasztra. W 2011 roku liczyło 951 558 mieszkańców.